# Rama III
Phra Nang Klao Chaoyuhua (Ratchaburi, 31 maart 1788 - Bangkok, 2 april 1851), beter bekend als Rama III, was de derde koning (rama) van de Chakri-dynastie in Thailand. Rama III regeerde van 1824 tot 1851.
Zijn volledige naam was Brhat Pada Somdetch Brhat Paramadi Vorasidha Mahajidsadabadin Sajamindara Varudhama Parama Dharmika Maharaja Adhiraj Parama Natha Bupati Brhat Nanklao Cao Yu Hua.

## Jeugd en koning
Rama III werd geboren als zoon van koning Rama II en de niet-adellijke vrouw Chao Chom Riem. De beoogde troonopvolger, de latere koning Rama IV, zat op dat moment in het klooster. De opvolgingsraad besloot toen om prins Chesda Bondindra, die 37 jaar oud was, te kiezen als nieuwe koning.
In zijn omgang met het Westen werd Rama III gehandicapt door de westerse perceptie dat hij een "onechte" koning was, hoewel hij volgens de Thaise tradities volledig rechtmatig op de troon was gekomen.
Tijdens zijn heerschappij waren er verscheidene onlusten. Zo kwam het Laotiaanse koninkrijk Vientiane in opstand tegen de Siamese heerschappij. Hierop gaf Rama III de opdracht om de stad Vientiane met de grond gelijk te maken. Ook nam hij het heilige Boeddhabeeld, de Pha Bang, uit Luang Prabang mee. Slechts enkele tempels bleven gedeeltelijk gespaard, meestal omdat ze in Thaise stijl gebouwd waren (Wat Si Saket). Rama III centraliseerde het bestuur meer in Bangkok door bevoegdheden van de vazalstaten in het noorden en oosten in te trekken. Tijdens zijn heerschappij sloot hij ook het eerste handelsverdrag met de Verenigde Staten. Ook herstelde hij de handelsrelaties met China.
Rama III trouwde in 1821 met prinses Chandrajumi, een dochter van koning Anouvong van Vientiane, en in 1827 met prinses Kaeva Kumari, een kleindochter van diezelfde koning Anouvong, die een jaar later tegen hem zou rebelleren.

## Opvolging
Koning Rama III had geen officiële koningin en daarom geen kinderen met de rang van Chao Fa om hem op te volgen. Daarom volgde na zijn dood in 1851 zijn halfbroer, de latere koning Rama IV, hem op. Ook al had hij geen zoon die koning werd, hij was toch de voorvader van koning Rama V. Zijn kleindochter, de latere koningin Debsirindra, trouwde met zijn halfbroer Rama IV en werd de moeder van koning Rama V.